# Club Natació Sabadell
El Club Natació Sabadell (CN Sabadell) és un club poliesportiu de Sabadell, fundat el juny de 1916, per iniciativa del polític Joan Vidal i Valls.

## Palmarès
Waterpolo masculí
- Campionat de Catalunya:[2]
  - 2005-06
- Supercopa espanyola:
  - 2002-03, 2005-06, 2012-13, 2020-21
- Euro Cup de la LEN de waterpolo masculina:[3]
  - 2021-22

Waterpolo femení
- Campionat de Catalunya:
  - 2000-01, 2001-02. 2002-03, 2004-05, 2005-06, 2007-08
- Lliga espanyola:
  - 1999-00, 2000-01, 2001-02, 2003-04, 2004-05, 2006-07, 2007-08, 2008-09, 2010-11, 2011-12, 2012-13, 2013-14, 2014-15, 2015-16, 2016-17, 2017-18, 2018-19, 2020-21, 2021-22, 2022-23
- Copa espanyola:
  - 2001, 2002, 2004, 2005, 2008, 2009, 2010, 2011, 2012, 2013, 2014, 2015, 2017, 2018, 2019, 2020, 2021, 2023
- Supercopa espanyola:
  - 2009, 2010, 2011, 2012, 2013, 2014, 2015, 2016, 2017, 2018, 2020, 2023
- Lliga de Campions de la LEN femenina:[4]
  - 2011, 2013, 2014, 2016, 2019, 2023
- Supercopa d'Europa de waterpolo femenina:[5][6][7][8]
  - 2013-14, 2014-15, 2016-17, 2023-24

Natació sincronitzada
- Campionat d'Espanya de natació sincronitzada per equips:
  - 2018-19